# Michel Laurent (chanteur)
Pour les articles homonymes, voir Laurent et Michel Laurent.
Albert Taïeb, dit Michel Laurent ou Laurent, né le 24 décembre 1944 à Tunis (Tunisie) et mort le 5 mai 2023 au Port-Marly (France),, est un auteur-compositeur-interprète. Il est notamment l'auteur, compositeur et interprète de Ma reine de Saba et de Sing Sing Barbara.
Il fait partie des artistes qui ont participé à la Photo du siècle du magazine Salut les copains.

## Biographie

### Jeunesse
Né d'une mère actrice et d'un père violoniste, Michel apprend la guitare très jeune et se produit avec ses frères en Tunisie dans de petits orchestres.

### Carrière
En 1961, la famille quitte la Tunisie pour la France et s'installe à Paris. Tout en poursuivant ses études secondaires, Michel continue de jouer dans différents groupes musicaux. C'est alors qu'il rencontre à la fin de l'année 1962 le célèbre guitariste américain Mickey Baker qui le persuade de faire un premier disque. Michel enregistre sous le nom de Michel Laurent. Il obtient son premier succès dès le second disque avec le titre Le pantin qui se hisse aux premières places des hit-parades.
Il figure sur la "photo du siècle" regroupant 46 vedettes françaises du "yéyé" en avril 1966.
En 1967, après plusieurs disques classés variété/rock, Michel se lance sous le nom de Laurent dans des compositions inspirées de musique classique. Ma reine de Saba devient un tube magistral non seulement en France mais dans le Monde et tout particulièrement au Japon. Ce titre est repris par une multitude d'orchestres et d'interprètes et se vend à plus de 50 millions d'exemplaires dans le monde entier. Sylvie Vartan en fit elle-même une reprise en 1973.
Suivent les succès Comme un clown, La colline des vents, Ma cathédrale.
Michel Laurent écrit et compose non seulement pour lui mais pour d’autres interprètes, notamment pour Sheila, Éric Charden, Karen Cheryl, Dalida (J'ai décidé de vivre).
En 1970, Laurent s'associe avec le groupe américain Mardi Gras (en). Il signe alors en 1971 un nouveau tube Sing Sing Barbara qui reste au sommet des charts en France mais aussi en Italie durant six mois consécutifs.
En 1976, il collabore avec Saint-Preux pour The sun is gonna rain puis pour l'album Samara.
En 1977, il revient sous le nom de Michel Laurent et sort l'album concept NYC.

### Vie privée et mort
Michel Laurent a longtemps vécu au Viêt Nam. De retour en France, il réside au Port-Marly où il meurt le 5 mai 2023 à l'âge de 78 ans. Il est inhumé en Israël où habitent ses deux filles.